# Paredros
Paredros (transcripción del griego antiguo πάρεδρος, paredros) es un sustantivo o adjetivo que significa literalmente «sentarse cerca», «que está sentado al lado». Traducido como asesor, en la antigua cultura griega representaba la función de ayuda en una institución política.
Atenas
En los siglos quinto y cuarto a. C., fueron nombrados arcontes epónimos y arcontes basileus suplentes. Su posición era de carácter oficial, ya que estaban sujetos a la dokimasia. Cada uno de los diez eúthynoi de la Boulé que había en el siglo IV a. C., tenía dos asesores cuyo trabajo comenzaba después de que fueran presentadas las denuncias. Desde 418/17 a. C. eran diez los asesores del hellenotamiai pagados por el erario público. 
Esparta
En Esparta fueron los éforos los paredros de los reyes para los asuntos legales.
Egipto
En el Egipto helenístico los paredros actuaban como consejeros consultivos de cada uno de los jueces, como miembros de los tribunales. Existieron entre los siglos I a. C. y III d. C. 